# Ribaltas e Gambiarras
Ribaltas e gambiarras foi uma revista dedicada ao teatro e à literatura, publicada de janeiro a outubro de 1881. Como mentor desta revista destaca o nome de  Henrique Zeferino de Albuquerque coadjuvado na redação por Guiomar Torresão. Começou por ser exclusivamente textual, passando a conter gravuras de ”homens ilustres de Portugal e Brasil” a partir do númeo 37. Na sua grelha de rubricas salienta-se a “crónica alegre”, “através do binóculo”,  “rumores dos palcos”, “bibliografia”, “a carteira de Proudhon”, “carteira de um fantasista” nas quais assina um conjunto de colaboradores sonantes, a saber: Guilherme de Azevedo, António de Macedo Papança, Marcelino Mesquita, Ernesto Rebelo, Cândido de Figueiredo, Amélia Janny, Luís Gonçalves de Freitas, João de Deus, Guerra Junqueiro, Fialho de Almeida, Alexandre da Conceição,  Camilo Castelo Branco, Júlio de Matos, Silva Pinto, Visconde de Benalcanfor, Júlio César Machado, Sousa Bastos,  Gervásio Lobato e Gomes Leal.